# Lennard Hofstede
Lennard Hofstede (ur. 29 grudnia 1994 w Poeldijk) – holenderski kolarz szosowy.

## Osiągnięcia
Opracowano na podstawie:

2012
- 1. miejsce na 1. etapie Driedaagse van Axel
- 3. miejsce w GP Général Patton

2015
- 3. miejsce w Coppa dei Laghi

2016
- 3. miejsce w Tour de Bretagne
- 1. miejsce w Alpes Isère Tour
  - 1. miejsce w klasyfikacji młodzieżowej
  - 1. miejsce na 2. etapie

## Rankingi
| Rok             | 2015 | 2016 | 2017 | 2018 | 2019  | 2020 |
| --------------- | ---- | ---- | ---- | ---- | ----- | ---- |
| UCI World Tour  |      | -    | 299. | -    |       |      |
| World Ranking   |      | 665. | 523. | -    | 1886. | 952. |
| UCI Europe Tour | 485. | 412. | 381. | -    | 1244. | 745. |
|                 |      |      |      |      |       |      |
| Źródło: UCI     |      |      |      |      |       |      |